# Ракитное (Черниговская область)
Раки́тное (укр. Рокитне) — село, расположенное на территории Бобровицкого района Черниговской области (Украина).
Население составляет 55 жителей (2006 год). Плотность населения — 128,5 чел/кв.км.
Впервые упоминается в 1800 году.
Село Ракитное находится примерно в 20 км к югу от центра города Бобровица. Средняя высота населённого пункта — 119 м над уровнем моря. Село находится в зоне умеренно континентального климата.
Национальный состав представлен преимущественно украинцами, конфессиональный состав — христианами.